# Eschenrode
Eschenrode este o comună din landul Saxonia-Anhalt, Germania.